# Portski zaliv
Koordinati: 42° 16’ severne širine, 8° 42’ vzhodne dolžine
Portski zaliv (francosko Golfe de Porto) je zaliv ob zahodni obali otoka Korzike v Sredozemskem morju, med Ajacciom in Calvijem, imenovan po manjšem pristanišču Porto (občina Ota).
Zaliv je skupaj s sosednjimi območji calanche di Piana, zalivom Girolata in rezervatom Scandola od leta 1983 na UNESCOvem seznamu svetovne naravne dediščine.

### Porto
Porto je manjše pristaniško naselje ob izlivu istoimenskega potoka v zaliv, del občine Ota.

### Calanche di Piana
Calanche so skalnato ozemlje klifov rdečkastega granita, visokih približno 400 metrov, ki se strmo spuščajo proti južni obali zaliva, jugozahodno od Porta.

### Zaliv Girolata
Zaliv je miniaturna različica Portskega zaliva, obdan s 300 metrov visokimi rdečimi stenami. Od glavnega zaliva ga ločuje Girolatski polotok, medtem ko ga na severu omejuje polotok Scandola. 

### Rezervat Scandola
Scandola je najstarejši francoski naravni rezervat, ki se nahaja na istoimenskem polotoku, dostopen le peš oz. z morja. Zgrajen je večinoma iz vulkanskih kamenin riolita in ignimbrita, od rumeno-zelenih do rdeče-črno-vijoličastih barv. 